# کارولین سریس
کارولین سریس ریاضی‌دان انگلیسی معاصر است و زمینه کاری وی روی هندسه هذلولوی و سیستم پویا می‌باشد. پدر او جورج سریس فیزیکدان بود. او دکترای خود را از دانشگاه هاروارد گرفت و اکنون استاد دانشگاه کالیفرنیا، برکلی می‌باشد.
سریس در کار روی سیستم پویا روی گروه چهارتایی کلاین، کسر مسلسل نیز کار کرده‌است